# Bệnh Kawasaki

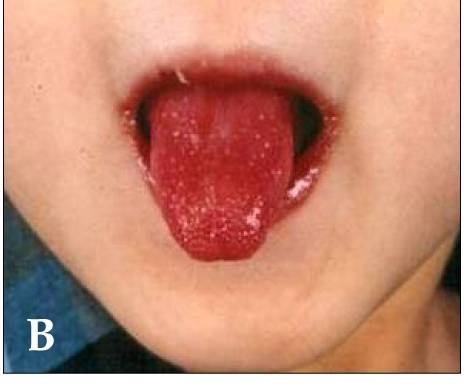
Một đứa trẻ cho thấy "lưỡi dâu" đặc trưng được thấy trong bệnh Kawasaki

Bệnh Kawasaki (川崎病), còn được gọi là hội chứng hạch bạch huyết niêm mạc, là một bệnh trong đó các mạch máu trên khắp cơ thể bị viêm. Các triệu chứng phổ biến nhất bao gồm sốt kéo dài hơn năm ngày không bị ảnh hưởng bởi các loại thuốc thông thường, các hạch bạch huyết lớn ở cổ, phát ban ở vùng sinh dục và mắt đỏ, môi, lòng bàn tay hoặc lòng bàn chân màu đỏ. Các triệu chứng khác bao gồm sưng họng và tiêu chảy. Trong vòng ba tuần kể từ khi xuất hiện triệu chứng, da từ tay và chân có thể bong tróc. Sau đó phục hồi thường diễn ra. Ở một số trẻ, chứng phình động mạch vành có thể hình thành trong tim sau 1-2 năm.
Nguyên nhân của bệnh này còn chưa rõ. Nó có thể là do nhiễm trùng gây ra phản ứng tự miễn dịch ở những người có khuynh hướng di truyền. Nó không lây lan giữa người và người. Chẩn đoán thường dựa trên các dấu hiệu và triệu chứng của người bệnh. Các xét nghiệm khác như siêu âm tim và xét nghiệm máu có thể hỗ trợ việc chẩn đoán. Các điều kiện khác có thể xuất hiện tương tự bao gồm sốt ban đỏ và viêm khớp dạng thấp thiếu niên.
Thông thường, điều trị ban đầu bao gồm aspirin liều cao và immunoglobulin. Thông thường, với điều trị, sốt sẽ hết trong vòng 24 giờ và có sự phục hồi hoàn toàn. Nếu các động mạch vành có liên quan, đôi khi việc điều trị hoặc phẫu thuật có thể cần được thực hiện. Nếu không được điều trị, phình động mạch vành xảy ra tới 25% và khoảng 1% tử vong. Với điều trị, nguy cơ tử vong giảm xuống còn 0,17%.
Bệnh Kawasaki rất hiếm. Nó ảnh hưởng từ 8 đến 67 trên 100.000 trẻ dưới 5 tuổi ngoại trừ ở Nhật Bản, nơi nó ảnh hưởng đến 124 trên 100.000. Nó ít phổ biến hơn nhiều sau 5 tuổi. Con trai thường bị ảnh hưởng nhiều hơn con gái. Rối loạn được  Tomisaku Kawasaki ở Nhật Bản mô tả lần đầu tiên vào năm 1967.